# Mónica Ferrari
Mónica Alicia  Ferrari (Posadas, Argentina, 26 de agosto de 1965-Posadas, Argentina, 7 de noviembre de 2013) fue una conductora radial argentina, con muchos años de presencia e importancia en los medios radiales y televisivos de su provincia.

## Trayectoria
Mónica Ferrari conducía de lunes a viernes por la tarde y desde 1996 el programa radial «90-60-90 Música a tu medida» por la 89.3 FM Santa María de las Misiones, desde donde supo conquistar a la audiencia masculina con la calidez de su voz radiofónica y también a la femenina con sus incansables consejos de coquetería y de buen gusto, de los cuales ella era su primera referente. Antes había comenzado en la desaparecida radio FM Special.

## Enfermedad y muerte
En el 2012 reconoció que padecía un Cáncer de pulmón, aunque pareció recuperarse de ese mal.
La animadora Ferrari falleció el jueves 7 de noviembre de 2013 a las 11:00 en un sanatorio de la ciudad de Posadas donde hacía varios días permanecía internada debido a las complicaciones derivadas de un cáncer de pleura que sufría desde el año anterior. A su velatorio asistieron muchas personalidades del ámbito radial, televisivo y artístico de Misiones, varias de las cuales, en sus inicios, habían sido promovidas por Ferrari. Sus restos fueron inhumados en el cementerio Tierra de Paz de la capital misionera. 

## Vida personal
El periodista y escritor Esteban Abad del diario Primera Edición la recuerda así: 

Desde que que le detectaron la enfermedad, en agosto de 2012, Mónica decidió darle pelea con todas las herramientas que tenía: alegría, esperanza, humor, dedicación a full a cada cosa que emprendía. Todo lo puso para batallar al mal que la aquejaba.
Nunca decayó en su lucha por la vida, así como nunca se entregó ante cada dificultad que la vida le puso en su camino. Fue una guerrera incansable.
Su vida pasaba por la radio, el gym, la Justicia, su mascota, su familia y sus amigos. El orden de sus atenciones solo estaba determinado por la necesidad que cada uno le imponía en su momento. Nunca le negó una sonrisa a nadie. Siempre supo dar buenos consejos a quien quisiera escucharla.
Le apasionaba la lectura, la buena música, el deporte, la amistad sincera, el baile y la alegría con amigos. Sobre todo era una mujer apasionada de la vida, del amor, y de su familia. Siempre recibió lo que daba: cariño.

Cuando era más joven, Ferrari estudió la carrera de Trabajo Social en la Facultad de Humanidades y Ciencias Sociales de la Universidad Nacional de Misiones, pero su pasión por la radio siempre fue más fuerte.